# These Are the Days of Our Lives
These Are the Days of Our Lives este o melodie compusă de trupa britanică de rock, Queen. Chiar dacă a fost creditată întregii trupe, melodia a fost scrisă de basistul Roger Taylor și este al optulea single din albumul Innuendo.
These Are the Days of Our Lives a fost lansat ca single în Statele Unite, cu ocazia zilei de naștere a lui Freddie Mercury, pe 5 septembrie 1991, iar mai târziu, pe 9 decembrie 1991, single-ul a fost lansat și în Marea Britanie, împreună cu Bohemian Rhapsody
Melodia a ajuns pe locul 1 în UK Singles Chart și a rămas în top timp de cinci săptămâni. De asemenea, single-ul a câștigat premiul pentru cel mai bun single în 1992.
Melodia a fost cântată live pentru prima oară pe 20 aprilie 1992 la Freddie Mercury Tribute Concert și a fost interpretată de George Michael și Lisa Stansfield.

## Track - list
Prima ediție
| Casetă |                                   |         |  |
| Nr.    | Titlu                             | Lungime |  |
| 1.     | „These Are the Days of Our Lives” | 4:10    |  |
| 2.     | „Bijou”                           | 3:36    |  |

| US Modern rock promotional single |                                            |         |  |
| Nr.                               | Titlu                                      | Lungime |  |
| 1.                                | „These Are the Days of Our Lives”          | 4:18    |  |
| 2.                                | „These Are the Days of Our Lives” (Editat) | 3:54    |  |

| US Contemporary hit promotional single |                                   |         |  |
| Nr.                                    | Titlu                             | Lungime |  |
| 1.                                     | „These Are the Days of Our Lives” | 4:10    |  |

A doua ediție
| CD, CT, 7" |                                   |         |  |
| Nr.        | Titlu                             | Lungime |  |
| 1.         | „Bohemian Rhapsody”               | 6:00    |  |
| 2.         | „These Are the Days of Our Lives” | 4:15    |  |

## Clasament
| Chart (1991-92)                      | Peak position |
| ------------------------------------ | ------------- |
| Australia (ARIA charts)              | 5             |
| Austria (Ö3 Austria Top 40)          | 8             |
| Belgia (Ultratop 50 Flanders)        | 40            |
| Elveția (Schweizer Hitparade)        | 8             |
| Franța (SNEP)                        | 15            |
| Germania (Media Control AG)          | 16            |
| Irlanda (IRMA)                       | 1             |
| Olanda (Mega Single Top 100)         | 1             |
| Noua Zeelandă (RIANZ)                | 16            |
| UK Singles (Official Charts Company) | 1             |
| US Billboard Hot 100                 | 2             |

| Regiune                                            | Certificări | Vânzări  |
| -------------------------------------------------- | ----------- | -------- |
| Regatul Unit (BPI)                                 | Platină     | 600.000^ |
| ^cifrele cargo sunt bazate pe un singur certificat |             |          |

| An   | Ceremonie     | Premiu                     | Rezultat |
| ---- | ------------- | -------------------------- | -------- |
| 1992 | Premiile BRIT | British Single of the Year | Câștigat |